# Magnus "Kuben" Olsson
Magnus "Kuben" Olsson, född 25 januari 1972, är en svensk tidigare bandyspelare. Han spelade från 1987 till 2016 i Edsbyns IF, som är hans moderklubb. 
Han är även lagkapten och har och blev svensk mästare 2004, 2005, 2006, 2007 och 2008.
Han blev utsedd till Årets herrspelare i svensk bandy 2006 och fick en specialgjord Brasilieninspirerad tröja som det stod "Kubinho" på.